# London Grammar
London Grammar ist eine aus den drei Mitgliedern Hannah Reid, Dominic „Dot“ Major und Dan Rothman bestehende britische Indie-Pop-Band.

## Geschichte
Sängerin Reid (* 30. Dezember 1989) und Gitarrist Rothman (* 23. September 1989), beide ursprünglich aus London stammend, lernten sich im Studentenwohnheim der University of Nottingham kennen. 2009 gründeten sie London Grammar und traten zunächst nur als Coverband auf. Nachdem Schlagzeuger Major (* 23. Februar 1991) zur Gruppe hinzugestoßen war, entstanden die ersten eigenen Songs. Es folgten weitere lokale Auftritte vor zumeist kleinem Publikum, die Band blieb jedoch noch weitgehend unbekannt.

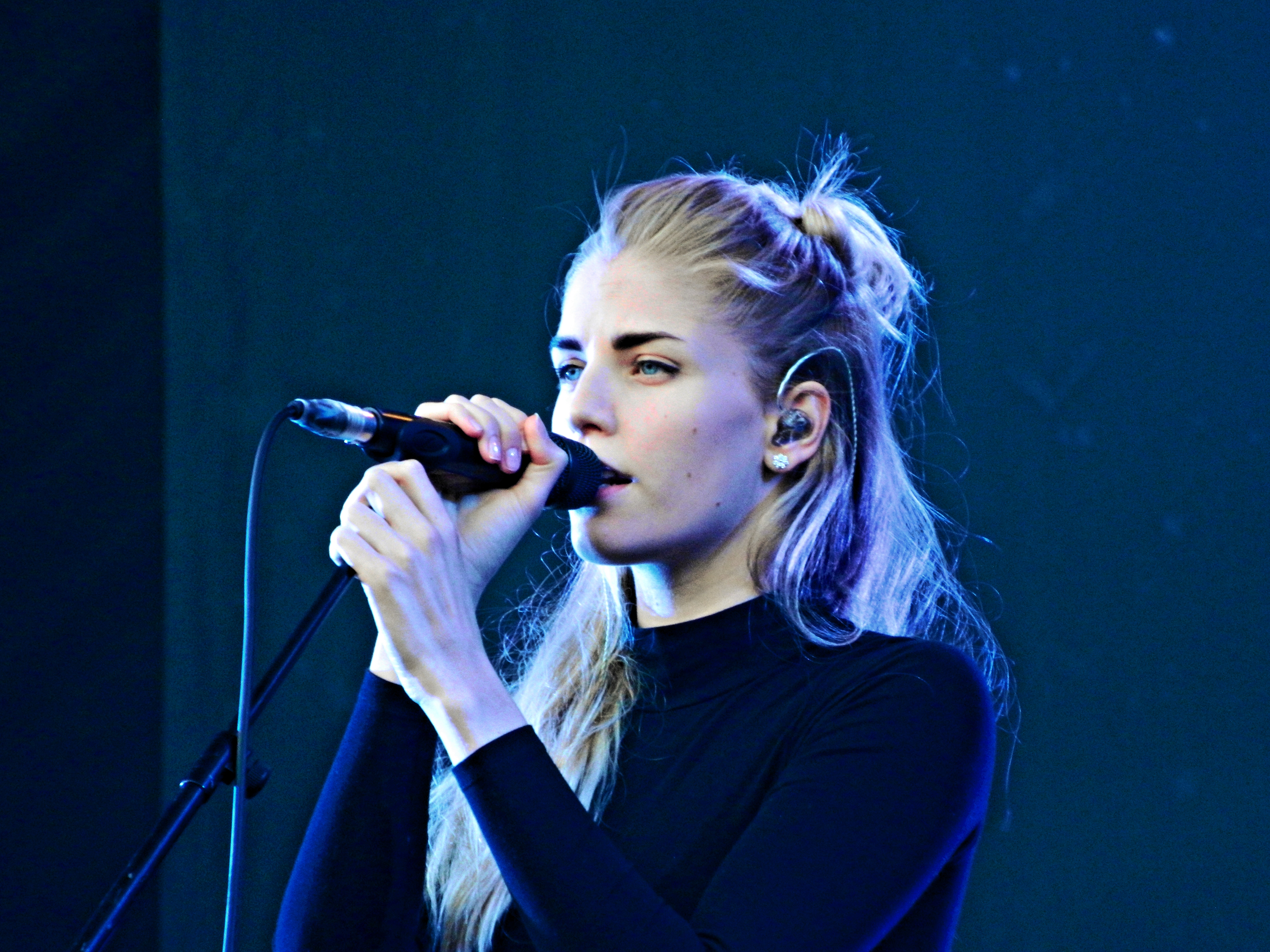
Sängerin Hannah Reid

Im Dezember 2012 veröffentlichten die drei Musiker im Internet ihre erste Single Hey Now, mit der ihnen der Durchbruch gelang. Im Februar 2013 kam die EP Metal & Dust auf den Markt. Mit der Single Wasting My Young Years erreichte die Band im Juni 2013 erstmals die britischen Charts. Das Debütalbum If You Wait erschien am 9. September 2013.
In Deutschland wurde die Band 2014 durch den Auftritt beim SWR3 New Pop Festival einem breiteren Publikum bekannt. Am 5. Juli 2022 war London Grammar die Vorgruppe von Coldplay bei deren Konzert im Frankfurter Waldstadion.
Das zweite Album Truth Is a Beautiful Thing erschien am 9. Juni 2017. Im November 2017 veröffentlichten London Grammar auf dem Album BBC Radio 1’s Live Lounge 2017 eine Coverversion von dem Prince-Song Purple Rain.
Am 21. April 2021 kam das dritte Album Californian Soil heraus. Die Band nahm aus diesem Album den Song Lord It’s A Feeling in einer besonderen orchestralen Version auf, die sie zusammen mit dem Orchester der Abbey Road Studios einspielte.

## Diskografie

### Alben
| Jahr | Titel Musiklabel                                   | Höchstplatzierung, Gesamtwochen, AuszeichnungChartplatzierungen (Jahr, Titel, Musiklabel, Platzierungen, Wochen, Auszeichnungen, Anmerkungen) | Höchstplatzierung, Gesamtwochen, AuszeichnungChartplatzierungen (Jahr, Titel, Musiklabel, Platzierungen, Wochen, Auszeichnungen, Anmerkungen) | Höchstplatzierung, Gesamtwochen, AuszeichnungChartplatzierungen (Jahr, Titel, Musiklabel, Platzierungen, Wochen, Auszeichnungen, Anmerkungen) | Höchstplatzierung, Gesamtwochen, AuszeichnungChartplatzierungen (Jahr, Titel, Musiklabel, Platzierungen, Wochen, Auszeichnungen, Anmerkungen) | Höchstplatzierung, Gesamtwochen, AuszeichnungChartplatzierungen (Jahr, Titel, Musiklabel, Platzierungen, Wochen, Auszeichnungen, Anmerkungen) | Anmerkungen                              |
| Jahr | Titel Musiklabel                                   | DE | AT | CH | UK | US | Anmerkungen                              |
| ---- | -------------------------------------------------- | --- | --- | --- | --- | --- | ---------------------------------------- |
| 2013 | If You Wait Metal & Dust (UMG)                     | DE34 Gold · (30 Wo.)DE | AT73 (1 Wo.)AT | CH8 (63 Wo.)CH | UK2 ×2Doppelplatin · (116 Wo.)UK | US91 (2 Wo.)US | Erstveröffentlichung: 9. September 2013  |
| 2017 | Truth Is a Beautiful Thing Ministry of Sound (UMG) | DE9 (10 Wo.)DE | AT15 (2 Wo.)AT | CH4 (22 Wo.)CH | UK1 Gold · (33 Wo.)UK | US129 (1 Wo.)US | Erstveröffentlichung: 9. Juni 2017       |
| 2021 | Californian Soil Ministry of Sound (UMG)           | DE10 (6 Wo.)DE | AT6 (2 Wo.)AT | CH1 (11 Wo.)CH | UK1 Gold · (10 Wo.)UK | — | Erstveröffentlichung: 16. April 2021     |
| 2024 | The Greatest Love Ministry of Sound (SME)          | DE9 (1 Wo.)DE | AT23 (1 Wo.)AT | CH4 (1 Wo.)CH | UK3 (2 Wo.)UK | — | Erstveröffentlichung: 13. September 2024 |

### EPs
- 2013: Metal & Dust

### Singles
| Jahr | Titel Album                                | Höchstplatzierung, Gesamtwochen, AuszeichnungChartplatzierungen (Jahr, Titel, Album, Platzierungen, Wochen, Auszeichnungen, Anmerkungen) | Höchstplatzierung, Gesamtwochen, AuszeichnungChartplatzierungen (Jahr, Titel, Album, Platzierungen, Wochen, Auszeichnungen, Anmerkungen) | Höchstplatzierung, Gesamtwochen, AuszeichnungChartplatzierungen (Jahr, Titel, Album, Platzierungen, Wochen, Auszeichnungen, Anmerkungen) | Höchstplatzierung, Gesamtwochen, AuszeichnungChartplatzierungen (Jahr, Titel, Album, Platzierungen, Wochen, Auszeichnungen, Anmerkungen) | Höchstplatzierung, Gesamtwochen, AuszeichnungChartplatzierungen (Jahr, Titel, Album, Platzierungen, Wochen, Auszeichnungen, Anmerkungen) | Anmerkungen                             |
| Jahr | Titel Album                                | DE | AT | CH | UK | US | Anmerkungen                             |
| ---- | ------------------------------------------ | --- | --- | --- | --- | --- | --------------------------------------- |
| 2013 | Wasting My Young Years If You Wait         | — | — | CH11 (20 Wo.)CH | UK31 Gold · (4 Wo.)UK | — | Erstveröffentlichung: 16. Juni 2013     |
| 2013 | Strong If You Wait                         | DE28 Platin · (27 Wo.)DE | AT29 (8 Wo.)AT | CH32 (11 Wo.)CH | UK16 Platin · (21 Wo.)UK | — | Erstveröffentlichung: 1. September 2013 |
| 2013 | Nightcall If You Wait                      | — | — | — | UK53 Silber · (6 Wo.)UK | — | Erstveröffentlichung: 8. Dezember 2013  |
| 2014 | Hey Now If You Wait                        | — | — | — | UK37 Platin · (4 Wo.)UK | — | Erstveröffentlichung: 17. März 2014     |
| 2017 | Rooting for You Truth Is a Beautiful Thing | — | — | — | UK58 Silber · (2 Wo.)UK | — | Erstveröffentlichung: 1. Januar 2017    |
| 2017 | Big Picture Truth Is a Beautiful Thing     | — | — | — | UK73 Silber · (1 Wo.)UK | — | Erstveröffentlichung: 3. Februar 2017   |
| 2017 | Oh Woman Oh Man Truth Is a Beautiful Thing | — | — | — | UK85 Silber · (2 Wo.)UK | — | Erstveröffentlichung: 20. April 2017    |
| 2020 | Baby It’s You Californian Soil             | — | — | — | UK80 Silber · (4 Wo.)UK | — | Erstveröffentlichung: 21. August 2020   |
| 2021 | How Does It Feel Californian Soil          | — | — | — | UK74 Silber · (4 Wo.)UK | — | Erstveröffentlichung: 12. März 2021     |

Weitere Singles
- 2013: Metal & Dust
- 2014: Sights
- 2014: If You Wait
- 2017: Truth Is a Beautiful Thing
- 2017: Non Believer
- 2017: Hell to the Liars

### Als Gastmusiker
| Jahr | Titel Album                 | Höchstplatzierung, Gesamtwochen, AuszeichnungChartplatzierungen (Jahr, Titel, Album, Platzierungen, Wochen, Auszeichnungen, Anmerkungen) | Höchstplatzierung, Gesamtwochen, AuszeichnungChartplatzierungen (Jahr, Titel, Album, Platzierungen, Wochen, Auszeichnungen, Anmerkungen) | Höchstplatzierung, Gesamtwochen, AuszeichnungChartplatzierungen (Jahr, Titel, Album, Platzierungen, Wochen, Auszeichnungen, Anmerkungen) | Höchstplatzierung, Gesamtwochen, AuszeichnungChartplatzierungen (Jahr, Titel, Album, Platzierungen, Wochen, Auszeichnungen, Anmerkungen) | Höchstplatzierung, Gesamtwochen, AuszeichnungChartplatzierungen (Jahr, Titel, Album, Platzierungen, Wochen, Auszeichnungen, Anmerkungen) | Anmerkungen                                                            |
| Jahr | Titel Album                 | DE | AT | CH | UK | US | Anmerkungen                                                            |
| ---- | --------------------------- | --- | --- | --- | --- | --- | ---------------------------------------------------------------------- |
| 2013 | Help Me Lose My Mind Settle | — | — | — | UK56 Gold · (4 Wo.)UK | — | Erstveröffentlichung: 25. Oktober 2013 Disclosure feat. London Grammar |

Weitere Gastbeiträge
- 2019: Let You Know (Flume feat. London Grammar)

## Auszeichnungen für Musikverkäufe
| Goldene Schallplatte - Belgien - 2014: für die Single Strong - 2018: für das Album Truth Is a Beautiful Thing - Dänemark - 2018: für das Album If You Wait - 2019: für die Single Nightcall - Frankreich - 2024: für das Album Californian Soil - Neuseeland - 2019: für das Album If You Wait | Platin-Schallplatte - Australien - 2014: für das Album If You Wait - Belgien - 2014: für das Album If You Wait - Frankreich - 2021: für das Album Truth Is a Beautiful Thing 2× Platin-Schallplatte - Australien - 2014: für die Single Strong - Neuseeland - 2023: für die Single Strong |

Anmerkung: Auszeichnungen in Ländern aus den Charttabellen bzw. Chartboxen sind in ebendiesen zu finden.
| Land/RegionAuszeichnungen für Musikverkäufe (Land/Region, Auszeichnungen, Verkäufe, Quellen) | Silber     | Gold       | Platin       | Verkäufe  | Quellen              |
| -------------------------------------------------------------------------------------------- | ---------- | ---------- | ------------ | --------- | -------------------- |
| Australien (ARIA)                                                                            | —          | —          | 3× Platin3   | 210.000   | aria.com.au          |
| Belgien (BRMA)                                                                               | —          | 2× Gold2   | Platin1      | 60.000    | ultratop.be          |
| Dänemark (IFPI)                                                                              | —          | 2× Gold2   | —            | 55.000    | ifpi.dk              |
| Deutschland (BVMI)                                                                           | —          | Gold1      | Platin1      | 450.000   | musikindustrie.de    |
| Frankreich (SNEP)                                                                            | —          | Gold1      | Platin1      | 150.000   | snepmusique.com      |
| Neuseeland (RMNZ)                                                                            | —          | Gold1      | 2× Platin2   | 67.500    | radioscope.co.nz NZ2 |
| Vereinigtes Königreich (BPI)                                                                 | 6× Silber6 | 4× Gold4   | 4× Platin4   | 4.000.000 | bpi.co.uk            |
| Insgesamt                                                                                    | 6× Silber6 | 11× Gold11 | 12× Platin12 |           |                      |

## Film
- London Grammar zu Gast bei Ground Control. Regie: Thierry Gautier, Sylvain Leduc. Arte, Frankreich, 2021 (hier online)